# Basterotia carinata
Basterotia carinata is een tweekleppigensoort uit de familie van de Basterotiidae. De wetenschappelijke naam van de soort is voor het eerst geldig gepubliceerd in 2011 door Goto, Hamamura & Kato.